# Adux
Die Adux S.A. (ehemals Hi-Media, Eigenschreibweise AdUX) ist ein französisches börsennotiertes Medienunternehmen mit Sitz in Paris, welches in den Bereichen Internet-Publishing, Online-Werbung und elektronische Zahlungen tätig ist.

## Hintergrund
Die 1996 gegründete, ursprüngliche Pariser Unternehmensgruppe Himedia Group, startete als Werbeagentur für klassische und digitale Medien. Sie gliederte in Folge ihre Tätigkeiten in zwei inhaltliche Bereiche auf, nämlich:
- Hi-media Publishing: Betreiben von Websites.
- Hi-media Services: Onlinewerbung (Anzeigennetzwerk, Direktwerbung) und Betrieb von Micropayment-Plattformen.

Der Börsengang des Unternehmens erfolgte im Juni 2000. Im Jahr 2001 erwarb Hi-Media 51 % der Advenda Media AG, die später in Hi-Media Deutschland umbenannt wurde. 2016 wurde das Unternehmen in Adux umbenannt. Adux ist seit dem Jahr 2000 an der Pariser Börse unter der WKN A14V4C notiert. Der Umsatz von AdUX lag im Jahr 2020 bei 17,9 Mio. Euro, was einem Rückgang gegenüber dem Umsatz im Jahr 2019 von −28 % entspricht (24,8 Mio. Euro im Jahr 2019).
Das Unternehmen hat 2004 die Himedia Deutschland gegründet. 2019 wurde eben diese deutsche Firma zu 100 % an das Unternehmen Azerion verkauft.
In Deutschland wurden unter anderem die Websites hamburg.de, GIGA.de und adac.de vermarktet. Im Juli 2009 gab die zu United Internet gehörende AdLINK Internet Media bekannt, bis August des Jahres ihre Display-Marketingaktivitäten (AdLINK Media, net:dialogs und composite) an Hi-media zu verkaufen. Im Gegenzug erhält Adlink einen Aktienanteil von 10,7 % an Hi-media und rund 12,2 Millionen Euro bar.